# Gradsteinia torrenticola
Espèce
Statut de conservation UICN

 VU D2 : Vulnérable
Gradsteinia torrenticola est une espèce de plantes de la famille des Amblystegiaceae.

## Publication originale
- Journal of Bryology 20: 403. f. 1. 1998.